# Divisão (falácia)
Divisão é uma falácia informal que consiste em afirmar que a parte possui a mesma propriedade do todo. É o raciocínio inverso ao da composição.

## Estrutura lógica
- A é composto de partes B.
- A tem características X.
- Logo, B tem características X.

## Exemplos
- Como o cérebro tem consciência, cada célula do cérebro deve ter consciência.
  - A frase ignora que o cérebro como um todo possui propriedades diferentes de suas células.
- O céu é azul, logo o ar é azul.
  - O ar em si é naturalmente incolor. É a grande massa de ar que, refletindo a luz azul, produz a aparência azul do céu. O mesmo se dá com o oceano que aparenta ter cor, mas as gotas d'água individualmente são incolores.